# Comté de Buchanan (Iowa)
Pour les articles homonymes, voir Buchanan et Comté de Buchanan.
Le comté de Buchanan est un comté de l'État de l'Iowa, aux États-Unis.

## Histoire
Le comté de Buchanan a été formé le 21 décembre 1837, des parties de comté de Dubuque. Il a été baptisé du nom du président des États-Unis James Buchanan.